# Федерация работодателей Украины
Федерация работодателей Украины (ФРУ) — всеукраинская организация работодателей, входит в состав Национального трёхстороннего социально-экономического совета при Президенте Украины (НТСЕР) и представляет интересы работодателей в экономических, социально-трудовых отношениях с властью (Кабинет министров Украины) и профсоюзами (Федерация профсоюзов Украины) на национальном уровне.

## Деятельность
Федерация работодателей Украины является членом Международной организации работодателей.
Федерации работодателей Украины представляет интересы украинских работодателей в Международной организации труда.
ФРУ декларирует своей целью  консолидацию усилий работодателей Украины для улучшения деловой среды, повышение статуса украинского бизнеса в мире и поддержание баланса интересов общества, власти и бизнеса

## История
- 27 сентября 2002 года — основана Федерация работодателей Украины на учредительном съезде. В состав организации вошли 14 областных организаций работодателей.
- 1 января 2003 года — ФРУ получила полноправное членство в Международной организации работодателей (МОР).
- 19 апреля 2004 года — впервые, от всеукраинских объединений организаций работодателей стала подписантом Генерального соглашения на 2004—2005 годы.
- 29 декабря 2005 года — принят Указ Президента Украины «О развитии социального диалога на Украине» согласно которому был создан Национальный трёхсторонний социально-экономический совет при Президенте Украины (НТСЕР), основной целью деятельности которой стало повышение роли организаций работодателей и профсоюзов в формировании экономической и социальной политики государства[10].
- 7 июля 2009 года — по инициативе ФРУ создан Совместный представительский орган стороны работодателей на национальном уровне (СПО)[11][12].
- 15 апреля 2010 года — ФРУ подписала Соглашение о создании и членстве в Международном координационном совете объединений работодателей (МКРОР). В состав МКРОР входят организации работодателей из 13 стран мира.
- 2 декабря 2010 года — Председателем СПО был избран председатель совета директоров Группы компаний Group DF Дмитрия Фирташа[13].
- 23 декабря 2010 года — с участием работодателей был принят Закон Украины «О социальном диалоге на Украине»[14].
- 2 апреля 2011 года — Указом Президента Украины, во исполнение требований Закона Украины «О социальном диалоге на Украине» был создан Национальный трёхсторонний социально-экономический совет, Сопредседателем от стороны работодателей, которым был назначен Председатель СПО работодателей Дмитрий Фирташ.
- 21 ноябре 2011 года — ФРУ признано соответствует критериям репрезентативности на национальном уровне.
- 29 ноябре 2011 — в Киеве прошел Объединительный съезд Федерации работодателей Украины, на котором в состав ФРУ вошло большинство всеукраинских организаций работодателей Украины[15].
- 13 июня 2013 года — в рамках "Торгово-инвестиционной миссии Турция-Украина"[16] состоялась встреча деловых кругов Украины и Турции, в ходе которой делегаты встречи выступили за расширение сотрудничества в промышленных, коммерческих и инфраструктурных инвестиционных проектов, содействие в установлении взаимовыгодных бизнес-контрактов и активизации торгово-экономического сотрудничества[17].
- 19 сентября 2013 года в Брюсселе состоялись расширенные переговоры делегации Федерации работодателей Украины с представителями главного объединения деловых кругов стран ЕС — BUSINESSEUROPE[18].  USINESSEUROPE совместно с украинскими и российскими бизнес-кругами готова определять и способствовать урегулированию возможных противоречий различных торговых режимов. В указанном письме содержится предложение принять участие в трехсторонних консультациях деловых кругов ЕС - Украина - Россия с целью определения совместимости различных торговых режимов и выработки взаимоприемлемых подходов к урегулированию возможных противоречий[19].
- 3 марта 2015 года Федерацией работодателей Украины и крупнейшими профсоюзными организациями Украины[20] было создано Агентство модернизации Украины (АМУ) — неправительственная международная организация, задача которой – привлечение ведущих мировых экспертов к разработке комплексной программы реформ для Украины и поиск инвестиционных ресурсов для реализации таких реформ[21]. АМУ работает над созданием Программы модернизации Украины и в сентябре 2015 года планируется презентация плана реформ государства[22].
- 21 мая 2015 года в рамках программы Восточного партнерства Евросоюза Федерация работодателей Украины совместно с Союзом работодателей Армении, Ассоциацией работодателей Грузии, Украинским союзом промышленников и предпринимателей, Национальной конфедерации работодателей Молдовы создали Совет по деловому сотрудничеству для координации деятельности организаций, представляющих интересы работодателей. Меморандум о взаимопонимании подписали президент Союза работодателей Армении Гагик Макарян, глава Ассоциации работодателей Грузии Элгуджа Меладзе, президент Украинского союза промышленников и предпринимателей Анатолий Кинах, вице-президент Федерации работодателей Украины Алексей Мирошниченко и президент Национальной конфедерации работодателей Молдовы Леонид Череску[23].
- 6 сентября 2016 большинством голосов руководящего органа объединения – Советом ФРУ, в состав которого входит 52 руководителя отраслевых и территориальных объединений бизнеса, – Председателем Совета Федерации избран Дмитрий Олейник
- 5 февраля 2019 ФРУ представила общественности Манифест работодателей – конкретный план экономического развития, написанный реальным бизнесом

## Состав
Федерация работодателей Украины объединяет 8500 предприятий в 48 наиболее весомых секторах экономики Украины. Предприятия, представленные в ФРУ, производят в совокупности около 70 % ВВП Украины. На предприятиях что входят в организации — членов Федерации работодателей Украины, работают около 7 млн наемных рабочих (больше чем 65 % от общего количества работающих на Украине).
В состав ФРУ входят более 70 отраслевых и территориальных объединений.

### Руководство Федерации работодателей Украины (2020 г.)[31]
Дмитрий Олейник, Председатель Совета ФРУ
Сергей Беленький, Заместитель Председателя Совета ФРУ
Немилостивый Виталий, Заместитель Председателя Совета ФРУ
Президиум Совета ФРУ:
| 1.  | Виталий Антонов       | ПАО «Концерн Галнафтогаз»                               |
| 2.  | Олег Аверьянов        | «Промышленная компания «Пожмашина»                      |
| 3.  | Сергей Беленький      | Федерация металлургов Украины                           |
| 4.  | Олег Боярин           | ЧАО «Еврокар»                                           |
| 5.  | Юрий Бубес            | ЧАО «Концерн-Электрон»                                  |
| 6.  | Сергей Войтенко       | ООО «Агромат»                                           |
| 7.  | Анатолий Гиршфельд    | АО «У.П.Е.К»                                            |
| 8.  | Алексей Голубов       | Союз химиков Украины                                    |
| 9.  | Яков Грибов           | ООО «ЛВН ЛИМИТЕД»                                       |
| 10. | Григорий Дашутин      | Концерн «Nicmas»                                        |
| 11. | Виктор Иванчик        | Агропромышленный холдинг «Астарта-Киев»                 |
| 12. | Виталий Немилостивый  | Корпорация «УкрИннМаш»                                  |
| 13. | Александр Олейник     | ООО НПП «Херсонский машиностроительный завод»           |
| 14. | Валерий Печаєв        | АО «Лекхим»                                             |
| 15. | Петр Пилипюк          | СП ООО «Модерн-Экспо»                                   |
| 16. | Владимир Приходько    | ПАО «Крюковский вагоностроительный завод»               |
| 17. | Борис Райков          | Черкасское областное объединение работодателей          |
| 18. | Владимир Семиноженко  | Научно-технологичный комплекс «Институт монокристаллов» |
| 19. | Сергей Сыпко          | Группа компаний «Agrofusion»                            |
| 20. | Александр Соколовский | Группа компаний ТК-Group                                |
| 21. | Сергей Тигипко        | ООО «Группа ТАС»                                        |
| 22. | Валентин Шеветовский  | ПАО «Харьковский плиточный завод»                       |
| 23. | Павел Штутман         | АО «Гидросила Груп», АО «Эльворти Груп»                 |
| 24. | Дани Шуфани           | ООО «Variant Agro Build»                                |

## Международное сотрудничество
15 апреля 2010 года — в Москве, Федерация работодателей Украины, признанная в своей стране наиболее широким представительным объединением работодателей на национальном уровне, подписала Соглашение о создании и членства в Международном координационном совете объединений работодателей (МКРОР). В состав МКРОР входят организации работодателей из 15 стран мира.
12-13 сентября 2013 года Федерация работодателей Украины провела в Киеве встречу членов Международной организации работодателей (МОР) — стран Европы и Центральной Азии.
3 апреля 2014 года в Москве состоялась встреча представителей Российского союза промышленников и предпринимателей и Федерации работодателей Украины (ФРУ). Стороны одобрили совместный меморандум, в котором отображено общее стремление сторон содействовать сохранению и развитию двусторонних торгово-экономических отношений и кооперационных связей.
5 ноября 2014 года — в Вене прошел круглый стол предпринимателей Украины, ЕС и РФ. Участники круглого стола предпринимателей и политиков Украины, ЕС и России высказались за создание единого экономического пространства в регионе и заявили о необходимости повышения роли бизнеса в урегулировании кризисной ситуации.
3 марта 2015 года по инициативе Федерации работодателей Украины и крупнейших профсоюзных организаций Украины была создана неправительственная международная организация — Агентство модернизации Украины (АМУ). Задача организации – привлечение ведущих мировых экспертов к разработке комплексной программы реформ для Украины и поиск инвестиционных ресурсов для реализации таких реформ.